# Чепурко, Анатолий Иванович
Анатолий Иванович Чепурко (1914, Николаев — 1984, Барнаул) — советский хозяйственный, государственный и политический деятель.

## Биография
Родился в 1914 году в Николаеве. Член КПСС с 1947 года.
Окончил Николаевский судомеханический техникум (1932) и Харьковский автодорожный институт (1939).
В 1932—1942 годах конструктор и старший технолог завода почтовый ящик №198 в г.Николаеве, инженер-механик Смоленского областного дорожного отдела, с 1941 г. старший технолог завода п/я 264 в г. Сталинграде (Сталинградский тракторный завод), куда был эвакуирован завод п/я 198.
С 1942 года после эвакуации завода в г. Барнаул работал на заводе п/я № 77 «Трансмаш»: сменный мастер, начальник экспериментальной механической мастерской, начальник экспериментального цеха, начальник монтажного управления.
С 1955 года — заместитель главного инженера Барнаульского завода транспортного машиностроения. В 1958—1960 годах главный инженер Барнаульского станкостроительного завода.
С 1 января 1961 года директор Алтайского приборостроительного завода.
С июня 1983 года на пенсии.
Делегат XXIV съезда КПСС.
Почётный гражданин Барнаула (1980).
Награждён двумя орденами Ленина, орденами Октябрьской революции, Трудового Красного Знамени, «Знак Почёта», и медалями.
Умер в Барнауле в 1984 году.